# Metriophasma agathocles
Metriophasma agathocles är en insektsart som först beskrevs av Carl Stål 1875.  Metriophasma agathocles ingår i släktet Metriophasma och familjen Pseudophasmatidae. Inga underarter finns listade i Catalogue of Life.